# 莱昂·彼得罗相
莱昂·彼得罗相（俄语：Петросян, Леон Аганесович，1940年12月18日－），俄罗斯著名数学家，圣彼得堡国立大学的教授。亚美尼亚科学院外籍院士。

## 生平
莱昂·彼得罗相出生于1940年12月18日的列宁格勒。他随家人于1946年搬到葉里溫居住，于1947年进入当地25号俄语学校学习，并于1957年获得一枚银质奖章。在1957年，他进入埃里温国立大学力学与数学系一年级学习，并于1960年转入列宁格勒国立大学数学与力学系四年级。在1962年，由数学与力学系҉毕业后，其导师尼古拉·沃罗别夫邀请他做关于微分博弈方面的工作，他开始攻读副博士学位。1965年，他的副博士论文《一类追逃微分对策》通过了论文答辩，这是苏联时期应用数学在这个领域的第一篇学位论文。在1972年，他的博士论文《追逃微分对策》通过了答辩。
从1974年起，莱昂·彼得罗相开始领导数学博弈论和统计解法教研室。并于1975年6月18日开始成为列宁格勒国立大学（即现在的圣彼得堡国立大学）应用数学与过程控制系第一任系主任。并于1980年、1985年、1990年、1995年、2000年、2005年、2010年连任该系系主任。在此期间，他共培养了7名博士、49名副博士。同时他也是青岛大学、约恩苏大学、彼得罗扎沃茨克州立大学的名誉教授。他也是《国际博奕理论评论》的编辑和《数学博弈论及其应用》杂志的责任编辑。从2008年至2012年，莱昂·彼得罗相担任动态博弈国际协会俄罗斯分会主席。

## 学术工作
在上世纪60年代中期,应用数学界产生了新的方向---微分博弈理论.而关于微分博弈理论的最早工作出现在1965年.其主要研究内容是追逃对策.在1965年,苏联科学院出版了两篇他的论文,在其中明确的构建了特定条件下的追逃对策的解.

## 教学工作

### 1968年-2013年
于圣彼得堡国立大学应用数学与过程控制系，负责的本科生的教学课程有：
- 博弈理论
- 控制论
- 线性代数
- 运筹学

### 1968-2013
于圣彼得堡国立大学应用数学与过程控制系，负责的硕士研究生的教学课程有：
- 多阶段博弈
- 合作博弈
- 微分博弈
- 数学生态学

## 掌握语言
- 俄语
- 英语
- 德语
- 西班牙语
- 亚美尼亚语

## 担任职务与获得荣誉
- 2008年，当选国际动态博弈学会主席
- 2008年，当选亚美尼亚科学院外籍院士
- 2010年，获得约恩苏大学荣誉博士学位

## 研究领域
- 运筹学
- 博弈论
- 微分博弈
- 控制论

## 编辑工作
- 期刊International Game Theory Review(W.S. Pbl., Singapore, London)编辑
- 期刊Game Theory and Applications(Nova sci.Pbl. N.Y., USA)编辑
- 期刊Vestnik Sankt-Peterburgskogo Universiteta, seria 10. Applied Mathematics, Control, Informatics”（俄语版）主编
- 期刊Mathematical Game theory and Applications（俄语版）主编
- 期刊Journal of Nonlinear and Convex Analysis国际编委成员
- 期刊Dynamic Games and Applications国际编委成员

## 著作
莱昂·彼得罗相发表了超过200多篇科学论文,以下是部分专题论文和教材
- 莱昂·彼得罗相. 杨荣基 (Yeung D. W. K.) Subgame-consistent Economic Optimization. Springer, 2012. — 396 P.
- 莱昂彼得罗相, 津克维奇(Зенкевич Н. А.), 舍夫克普朗斯 (Шевкопляс Е. В.) 博弈论(俄文).БХВ-Петербург出版社, 2012. — 424 с.
- 莱昂彼得罗相, .高红伟(中).动态合作博弈(中文).科学出版社,2009. — 406 с.
- 杨荣基 (Yeung D. W. K.), 莱昂·彼得罗相. 合作随机微分对策.Springer, 2006. — 242 P.
- 莱昂·彼得罗相, 津克维奇(Зенкевич Н. А.),  索米娜 (Семина Е. А.) 博弈论(俄文版).莫斯科出版.1998. — 300 P.
- 莱昂·彼得罗相, 扎哈罗夫 (Захаров В. В.) 生态环境中的数学模型.圣彼得堡国立大学出版,1997. — 254 P.
- 莱昂·彼得罗相, 詹科维奇 (Zenkevich N. A.) 博弈论.世界科学出版社,1996. — 350 P.
- 莱昂·彼得罗相. 追逃微分博弈, 世界科学出版社, 1993. — 326 P.
- 莱昂彼得罗相, 里赫斯耶夫 (Рихсиев Б. Б.) Преследование на плоскости.. Изд-во Наука(科学出版社), 1991. — 94 P.
- 莱昂彼得罗相, 托木斯基 (Томский Г. В.) Геометрия простого преследования. Изд-во Наука(科学出版社), 1983. — 143 P.
- 莱昂·彼得罗相, 祖博夫(Зубов В. И. )规划中的数学方法. Изд-во ЛГУ(列宁格勒国立大学出版社), 1982. — 96 P.
- 莱昂彼得罗相. 微分追逃博弈. Изд-во ЛГУ(列宁格勒国立大学出版社), 1977. — 222 P.

## 引用
1. ↑  .   [2013-12-27]. （原始内容存档于2013-12-04）.